# Planica, Kranj
Planica este o localitate din comuna Kranj, Slovenia, cu o populație de 15 locuitori.